# 萨莱勒多德
萨莱勒多德（法語：Sallèles-d'Aude，法語發音：[salɛl dod] ⓘ）是法国奥德省的一个市镇，属于纳博讷区。

## 地理
萨莱勒多德（43°15'33"N, 2°56'45"E）面积12.55 平方千米，位于法国奧克西塔尼大區奥德省，该省份为法国南部沿海省份，北起塔恩省，西北接上加龙省，西接阿列日省，南至东比利牛斯省，东临地中海，东北与埃罗省接壤。
与萨莱勒多德接壤的市镇（或旧市镇、城区）包括：阿热利耶、屈克萨克多德、日内斯塔斯、米雷佩塞、穆桑、乌韦扬、奥德河畔圣马塞尔。

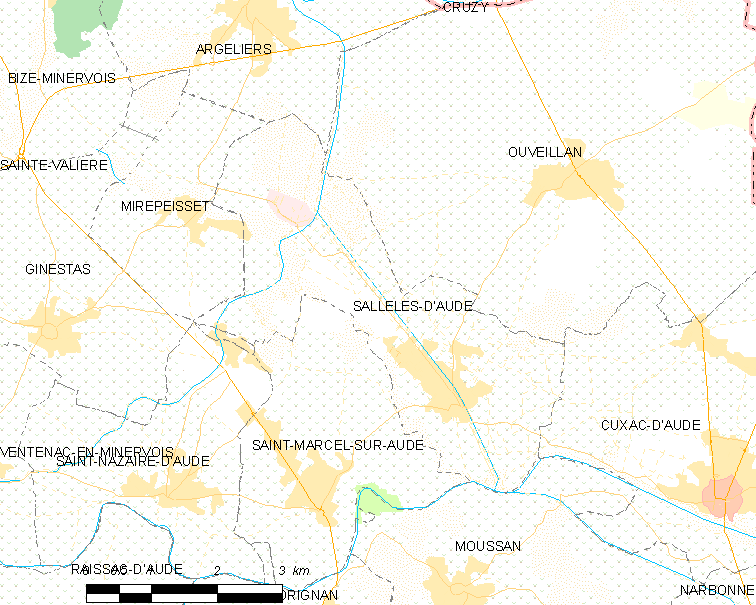
萨莱勒多德的OSM定位图

萨莱勒多德的时区为UTC+01:00、UTC+02:00（夏令时）。

## 行政
萨莱勒多德的邮政编码为11590，INSEE市镇编码为11369。

## 政治
萨莱勒多德所属的省级选区为南密涅瓦县。

## 人口

1962-2008年间萨莱勒多德人口变化图示

萨莱勒多德于2022年1月1日时的人口数量为3104人。